# Бурлига, Лукаш
Лукаш Бурлига (пол. Łukasz Burliga; 10 мая 1988, Суха-Бескидзка, Польша) — польский футболист, защитник.

## Биография
Лукаш Бурлига воспитанник клуба Гарбаж (Зембжице), в котором начал тренироваться с восьмилетнего возраста. В 2000 году перешёл в краковскую Вислу.
В сезоне 2007/08 Бурлига играл в 18 матчах и забил 1 гол в играх за молодёжный состав «Вислы», которая стала победителем Молодёжного первенства. В осенней стадии сезона 2008/09 в молодёжной лиге Бурлига забил 12 мячей в 12 матчах. 19 ноября 2008 года Бурлига был включён в состав краковского клуба.
В феврале 2009 года Бурлига был отдан в аренду во «Флоту» (Свиноуйсьце) до конца июня, с опциональной возможностью продления аренды ещё на полгода.
В сезоне 2010/11 завоевал с краковской «Вислой» звание чемпиона Польши. В следующем сезоне был отдан в аренду в «Рух» (Хожув), с которым занял второе место в чемпионате Польши и играл в финале кубка Польши.

## Достижения
- Чемпион Польши: 2010/11